# Классический дизайн
Классика дизайна — это предмет промышленного производства, обладающий вневременной эстетической ценностью. Он служит эталоном в своем роде и остается актуальным независимо от года его разработки. Вопрос о том, является ли тот или иной объект классикой дизайна, часто может быть спорным, и иногда этим термином злоупотребляют, но существует множество признанных классиков дизайна продуктов XIX-го и XX-го веков. Для того, чтобы объект стал классикой дизайна, требуется время, и какое бы продолжительное влияние дизайн ни оказал на общество, вместе с его влиянием на более поздние проекты играют большую роль в определении того, станет ли что-то классикой дизайна. Таким образом, классика дизайна часто поразительно проста, доходит до сути и описывается такими словами, как культовый, аккуратный, ценный или имеющий смысл.